# Onryō

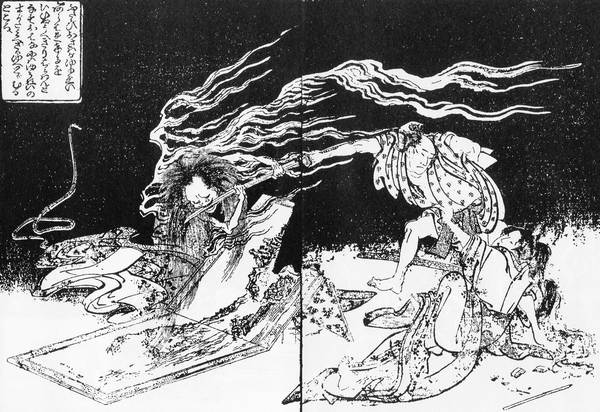
Onryō.

Un onryō (怨霊onryō?) es un fantasma japonés que puede volver al mundo físico para buscar venganza. 
Puede haber onryō masculinos, principalmente procedentes del teatro kabuki, pero la mayoría son mujeres. Impotentes en el mundo físico, a menudo sufrieron en vida de los caprichosos deseos de sus amantes masculinos, pero tras la muerte su espíritu llega a ser muy fuerte.

## El origen delonryō
El tradicional mundo de los espíritus japonés encapa, al Yomi en un extremo, y al mundo físico en el otro. En el intermedio de ambos existe una especie de purgatorio, una zona de espera incierta y ambigua en donde los espíritus languidecen antes de moverse de ahí. Los fantasmas en este estado intermedio que fueron influidos por emociones poderosas tales como el rencor, el amor, los celos, el odio o la pena pueden regresar de este espacio al plano físico, donde pueden espantar e infligir terror a sus torturadores terrenales.

## La venganza delonryō
Manejados por su deseo de venganza, raramente siguen los ideales occidentales de la venganza justificada. Por ejemplo, varios cuentos implican a maridos abusivos, pero estos maridos son raramente el objetivo de la venganza.

### Ejemplos de venganzasonryō
- Cómo la Esposa de un Hombre que llegó a ser un Fantasma Vengativo y Cómo Su Malignidad Fue Desviada por un Maestro de la Adivinación - Una esposa descuidada es abandonada y dejada morir. Se transforma en un Onryō y atormenta una aldea local hasta ser desterrada. Su marido queda ileso.
- De una Promesa Rota - Los votos de un samurái a su esposa agonizante de nunca volver a casarse. Él pronto falta a la promesa, y su difunta esposa decapita a la nueva novia.
- Furisode - Una mujer angustiada maldice su kimono famosamente hermoso antes de morir. Poco después, todas aquellas que llevan la prenda de vestir mueren pronto.

## La apariencia de un Onryō
Tradicionalmente, Onryō y otros yurei no tuvieron una apariencia particular. Sin embargo, con el aumento de la popularidad de Kabuki durante el período Edo, un disfraz específico fue desarrollado. 
Sumamente visual en su naturaleza, y con un solo actor a menudo asumiendo varios papeles dentro de una escenificación, el Kabuki desarrolló varias técnicas visuales que permitieron a la audiencia instantáneamente intuir en cuanto a cuál personaje está en el escenario, así como acentuar las emociones y las expresiones del actor. 
Un disfraz del fantasma consiste en tres elementos principales: 
- El kimono blanco de luto.
- Cabellera negra, larga y despeinada.
- Maquillaje de cara blanco y añil llamado aiguma.

## Cultura popular

### En el cine
En algunas películas de terror asiáticas son la fuerza que maneja el argumento, ejemplos de estas películas son:
- Ringu.
- Ju-on.
- Wishing Stairs.
- The Evil Twin.
- Shutter.
- Chakushin ari.

### En series
- En la serie Blue Eye Samurai (episodio 5) aparece un teatro de títeres en el que se narra la historia de un Onryō. Esta historia se compara con la del personaje protagonista de la serie, estableciendo paralelismos con los hechos de su vida que lo llevaron a convertirse en una guerrera vengativa.

### En los videojuegos
- En la serie de videojuegos Fatal Frame/Project Zero es uno de los ingredientes principales.
- Puede decirse también que el personaje Alma del juego F.E.A.R. es un tipo de Onryō.
- El personaje Cynthia del juego Silent Hill 4 toman la apariencia de un Onryō cuando se hace fantasma; sin embargo, esto puede ser casual.
- Zappa, personaje del videojuego de peleas en 2D Guilty Gear:The Midnight Carnival, es poseído por un espíritu llamado S-KO con apariencia muy parecida a un Onryo, en particular a Sadako Yamamura de Ringu.
- En el juego Ju-on para la Wii, aparecen los mismos fantasmas de la película del mismo nombre.
- En el juego de Killer Instinct, Hisako es una mujer fantasma que busca vengarse de quienes profanaron su tumba.
- En el cortometraje peruano Onryō: Fantasma de Sueño, escrito y dirigido por Giordanes Urcia, el fantasma busca vengar su propia muerte, creyendo que el único responsable es su hermano.
- En el juego de terror The Evil Within 2, también hay una entidad espectral denominada "Anima" que busca consumir el alma de Sebastian Castellanos (el protagonista de la trama) a raíz del trauma que le provocó STEM. Es una representación cuasi física de dicho trauma. La vestimenta y/o descripción de un Onryō, se ajusta a la que sigue el diseño de Anima.
- En el juego Phasmophobia es un tipo de fantasma.
- En Pokemón Escarlata y Púrpura, el Pokemón Annihilape está basado en uno.
- En el videojuego Dead by Daylight, la Onryo es un personaje seleccionable como asesino. Fue incluida en el reparto de asesinos junto a Yuichi Asakawa en el DLC "Sadako Rising Chapter". A la venta desde el 8 de marzo de 2022.
- En Overwatch 2 en la temporada número 7 como skin mítica siendo Hanzo Onryō